# Явірник (заказник)
Явірни́к  — лісовий заказник місцевого значення в Україні. Розташований у межах Тячівського району Закарпатської області, на північ від села Лопухів. 
Площа 37,4 га. Статус надано згідно з рішенням облвиконкому від 25.07.1972 року № 243, ріш. ОВК від 18.10.1983 року № 270, ріш.ОВК від 23.10.1984 року № 253. Перебуває у віданні ДП «Брустурянське ЛМГ» (Кедринське лісництво, кв. 6, 10). 
Статус надано з метою збереження частини лісового масиву з високопродуктивними насадженнями клена, ясена, бука, ялини. Вік дерев — понад 140 років. 